# 도러시 서배스천

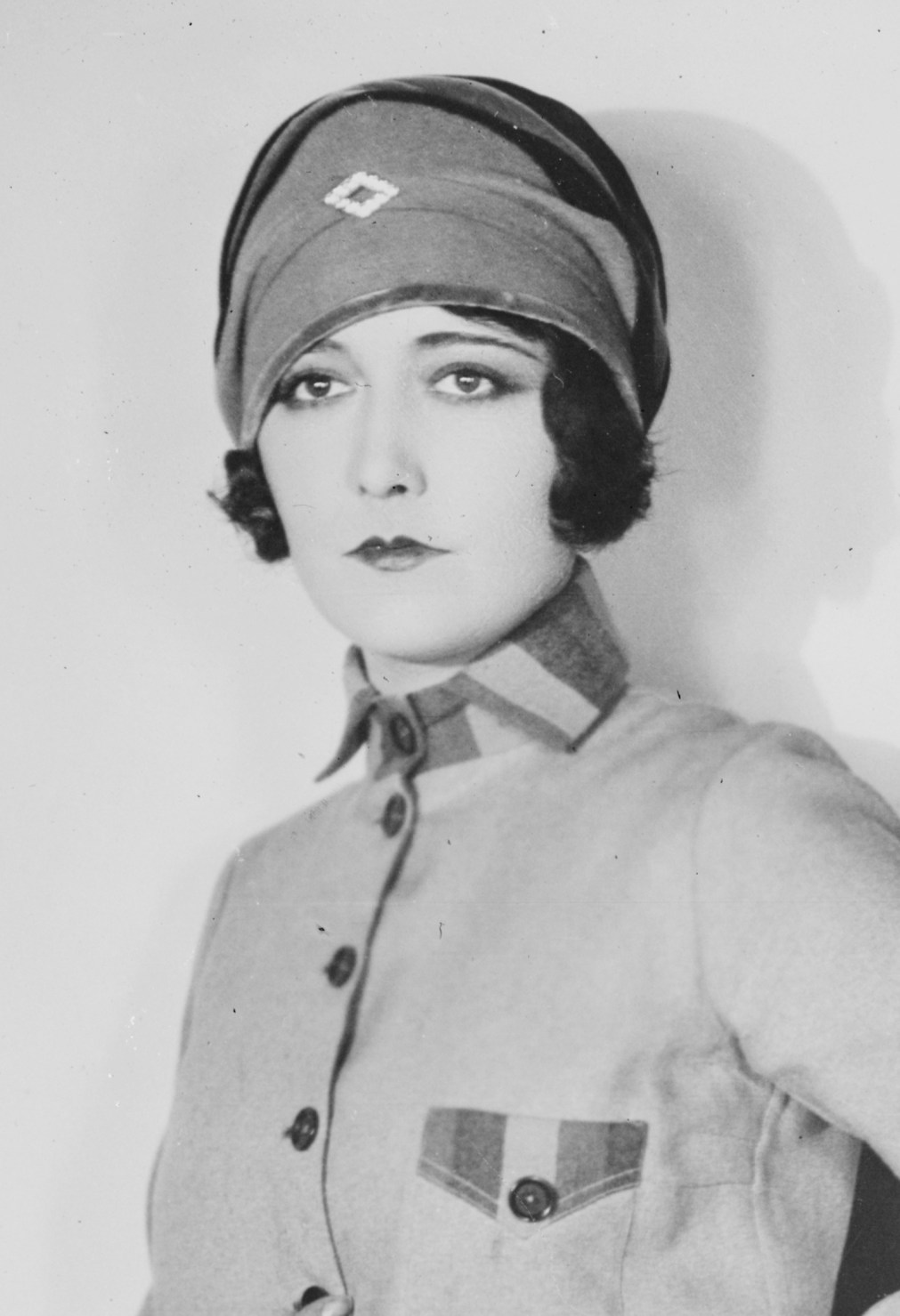

도러시 서배스천(Dorothy Sebastian, 1903년 4월 26일 ~ 1957년 4월 8일)는 미국의 연극 배우, 영화배우이다.
버밍햄에서 태어났으며 우들랜드힐스에서 사망하였다. 사인은 암이다.

## 영화
- 트루 투 더 아미 (1942년)
- 여자들 (1939년)
- 몬타나 문 (1930년)
- 프리 앤 이지 (1930년)
- 홧김에 한 결혼 (1929년)
- 어 우먼 오브 어페어스 (1928년)
- 쇼 피플 (1928년)